# Rebecca Marder
Rebecca Marder (Parigi, 10 aprile 1995) è un'attrice francese.

## Biografia
Ha vinto nel 2011 il premio come giovane speranza femminile al Festival di fiction di La Rochelle per il suo ruolo da protagonista nel film televisivo Emma.

## Filmografia

### Cinema
- Ceci est mon corps, regia di Rodolphe Marconi (2001)
- Demandez la permission aux enfants, regia di Eric Civanyan (2007)
- Lost in love, regia di Rachmania Arunita (2008)
- Vento di primavera (La rafle), regia di Roselyne Bosch (2010)
- Parlami di te (Un Homme Pressé), regia di Hervé Mimran (2018)
- Exfiltrés, regia di Emmanuel Hamon (2019)
- Deux moi, regia di Cédric Klapisch (2019)
- La padrina - Parigi ha una nuova regina (La daronne), regia di Jean-Paul Salomé (2020)
- Seize printemps, regia di Suzanne Lindon (2021)
- Tromperie - Inganno (Tromperie), regia di Arnaud Desplechin (2021)
- Une jeune fille qui va bien, regia di Sandrine Kiberlain (2021)
- I gusti sono gusti (Les goûts et les couleurs), regia di Michel Leclerc (2022)
- De grandes espérances, regia di Sylvain Desclous (2022)
- Simone, le voyage du siècle, regia di Olivier Dahan (2022)
- La grande magie, regia di Noémie Lvovsky (2022)
- Mon Crime - La colpevole sono io (Mon Crime), regia di François Ozon (2023)

### Cortometraggi
- Garçonne, regia di Nicolas Sarkissian (2014)
- Le consentement, regia di Emmanuel Mouret (2019)

### Televisione
- Clara, une passion française, regia di Sébastien Grall – film TV (2009)
- E-Love, regia di Anne Villacèque – film TV (2011)
- Emma, regia di Alain Tasma – film TV (2011)
- Deux, regia di Anne Villacèque – film TV (2015)
- Fiertés, regia di Philippe Faucon – miniserie TV (2018)
- Les Rustres, regia di Philippe Béziat – film TV (2020)

## Doppiatrici italiane
Nelle versioni in italiano dei suoi film, Rebecca Marder è stata doppiata da:
- Giulia Franceschetti in Mon Crime - La colpevole sono io
- Jessica Bologna in La padrina - Parigi ha una nuova regina
- Tania Angelosanto in Tromperie - Inganno